# Jerald terHorst
Jerald Franklin terHorst (né le 11 juillet 1922 à Grand Rapids dans le Michigan et mort le 31 mars 2010) était un journaliste américain qui fut le premier attaché de presse et porte-parole de la Maison-Blanche du président Gerald Ford. Avant sa nomination à ce poste, il était reporter dans le Michigan et avait couvert la carrière de Ford dès 1948. 
Il démissionne de son poste de porte-parole en septembre 1974, soit un mois après sa prise de fonction, en protestation à la grâce présidentielle que Ford attribua à Richard Nixon pour son implication dans le scandale du Watergate.

## Quelques œuvres
- (en) Gerald Ford and the future of the presidency, New York : Third Press, 1974.  (ISBN 9780893881917)
- (en) Gerald Ford, London : W.H. Allen, 1975.  (ISBN 9780491016643)
- (en) The flying White House : the story of Air Force One, New York : Coward, McCann & Geoghegan, 1979.  (ISBN 9780698109308)